# Toni-Adam-Dr.-Obersteiner-Biwak
Das Toni-Adam-Dr.-Obersteiner-Biwak ist eine unbewirtschaftete Biwakschachtel der Kategorie I der Sektion Stainach des Österreichischen Alpenvereins am Grimming.

## Lage
Das Biwak liegt knapp unterhalb des Gipfels des Grimming im Dachsteingebirge auf dem Gemeindegebiet von Tauplitz.

## Geschichte
Die erste Biwakschachtel mit dem Namen Dr.-Obersteiner-Biwak wurde 1948 erbaut und am 18. September 1949 eingeweiht. Benannt wurde die Hütte nach Ludwig Obersteiner, welcher am 12. Juli 1946 an einer Krankheit verstarb.
1992 wurde die Biwakschachtel ersetzt und erhielt den Namen Toni-Adam-Dr.-Obersteiner-Biwak, um auch dem Grimminger Pionier Toni Adam zu gedenken, welcher am 24. November 1989 im Alter von 75 Jahren beim Abstieg von der Himmelsleiter tödlich verunglückte.

## Zustiege
- von der Grimminghütte über den Südostgrat in 3 Stunden
- von Krungl in 3,75 Stunden
- von Kulm in 3,5 Stunden
- von Niederstuttern in 4,5 Stunden
- von Trautenfels in 4,5 Stunden[3]

## Touren
- Grimming (2351 m) in 0,25 Stunden
- Überschreitung des Grimming in 6 Stunden

## Nachbarhütten
- Grimminghütte